# The Emoji Movie
The Emoji Movie is een Amerikaanse 3D-computergeanimeerde film uit 2017, geregisseerd door Tony Leondis en gebaseerd op de emoji-symbolen.

## Verhaal
Gene is een emoji die leeft in Textopolis, een digitale stad binnenin de smartphone van Alex. Gene is echter niet zoals de andere emoji’s, maar kan verschillende gelaatsuitdrukkingen aannemen. Smiler, de leider van het tekstcentrum concludeert dat Gene niet goed meer werkt en gedeletet moet worden. Gene roept de hulp in van zijn beste vriend Hi-5 en de codekraker Jailbreak omdat hij vastbesloten is om zoals alle andere emoji’s "normaal" te worden.

## Stemverdeling
| Personage               | Originele stem     | Nederlandse stem     | Vlaamse stem          |
| ----------------------- | ------------------ | -------------------- | --------------------- |
| Gene                    | T.J. Miller        | Arjen Lubach         | Juan Gerlo            |
| Hi-5                    | James Corden       | Jandino Asporaat     | Bert Huysentruyt      |
| Jailbreak               | Anna Faris         | Bracha van Doesburgh | Laura Tesoro          |
| Smiler                  | Maya Rudolph       | Jelka van Houten     | Tiny Bertels          |
| Mel Mey, Gene’s vader   | Steven Wright      | Cees Geel            | Govert Deploige       |
| Mary Mey, Gene’s moeder | Jennifer Coolidge  | Patty Brard          | Tania Van der Sanden  |
| Poop                    | Patrick Stewart    | Boris van der Ham    | Jeroen Maes           |
| Poop Jr                 | Jude Kouyate       | -                    | Quinten Hardonk       |
| Akiko Glitter           | Christina Aguilera | Bibi Breijman        | Tine Van den Wyngaert |
| Addie                   | Tati Gabrielle     | -                    | -                     |

## Productie
De film ging op 23 juli in première in het Fox Theater in Westwood (Los Angeles) en werd op 28 juli in de Verenigde Staten uitgebracht in 4075 zalen. De film bracht tijdens zijn openingsweekend 24,5 miljoen US$ op, daarmee in dat weekend op de tweede plaats eindigend na Dunkirk.

## Ontvangst
The Emoji Movie werd door filmcritici zeer slecht ontvangen. Op Rotten Tomatoes heeft de film een score van 7%, gebaseerd op 123 recensies, met een gemiddelde score van 2,65/10. De consensus is een enkel verbodsteken ("🚫"). Op Metacritic heeft The Emoji Movie een score van 12 uit 100 gebaseerd op 26 recensies. De film ontving in 2018 vier Razzies, onder andere voor slechtste film, slechtste regie en slechtste scenario.
Glenn Kenny van The New York Times noemde de film "nakedly idiotic", en John DeFore van The Hollywood Reporter beschreef de film als "a very, very dumb thing". Charles Bramesco van The Guardian gaf The Emoji Movie één ster en "a big thumbs down". Volgens hem is de film "a force of insidious evil" en in feite niet meer dan een poging om apps te verkopen aan kinderen.
Belinda van de Graaf van Trouw gaf de film twee uit vijf sterren en beschreef hem als "[e]en nogal tamme bedoeling die te veel naar commercie riekt en nooit echt grappig wordt." Floortje Smit van de Volkskrant gaf de film één ster uit vijf. Ze noemde het plot lui en onzorgvuldig, zonder enige logica, en de film "een ongeïnspireerde queeste, met dito humor". Dana Linssen van NRC Handelsblad beschreef de film als "onleuk, lelijk geanimeerd, [en] een moralistisch-commercieel rommeltje". "Dit is socialemedia-porno vermomd als kinderfilm."

## Prijzen en nominaties
De belangrijkste:
| Jaar | Prijs                  | Categorie           | Film                       | Uitslag  |
| ---- | ---------------------- | ------------------- | -------------------------- | -------- |
| 2018 | Golden Raspberry Award | Slechtste film      | Slechtste film             | Gewonnen |
| 2018 | Golden Raspberry Award | Slechtste duo       | Elke twee irritante emojis | Gewonnen |
| 2018 | Golden Raspberry Award | Slechtste regisseur | Tony Leondis               | Gewonnen |
| 2018 | Golden Raspberry Award | Slechtste scenario  | Tony Leondis, Eric Siegel  | Gewonnen |